# Heteranthelium
Heteranthelium es un género de plantas herbáceas de la familia de las poáceas. Es originario del suroeste de Asia.

## Etimología
El término Heteranthelium deriva de las voces griegas ἕτερος [jéteros] ('diferente, otro') y ἀνθέμιον [anzémion] ('flor') y alude a la inflorescencia que comprende espiguillas fértiles y estériles o modificaciones. 

## Citología
Número de la base del cromosoma, x = 7. 2n = 14. 2 ploid. Contenido Haplomic genoma P.

## Especies
- Heteranthelium aleppicum Gand.
- Heteranthelium assyriacum Gand.
- Heteranthelium hermoneumGand.